# 밀양교통
밀양교통(密陽交通)은 천일여객그룹 산하 경상남도 밀양시의 시내버스 자회사이다. 주사무소는 경상남도 밀양시 중앙로 42 (가곡동)에 있다. 방계회사로는 천일여객, 고려여객 등이 있다.

## 차고지
- 경상남도 밀양시 중앙로 42 (가곡동) (본사:전노선 시종착)

## 역사 및 현황
1970년 8월 25일에 설립된 업체로 밀양시의 향토업체로 밀양시 시내버스 업체 중 가장 유일한 업체이다. 주요 운행지역은 경상남도 밀양시 지역으로 운행중이며 현재 총 37대의 버스를 운행하고 있다.

## 보유 차량

#### 자일대우버스
- 자일대우 NEW BS106
- 자일대우 NEW BS110

#### 현대자동차
- 현대 그린시티
- 현대 일렉시티

#### KGM커머셜
- 에디슨모터스 E-화이버드

## 운행 노선

### 시내버스
- ● 1번: 밀양역 ↔ 교동사무소
- ● 1-2번: 밀양역 ↔ 교동사무소 (밀양시청 경유)
- ● 2번: 밀양역 ↔ 교동사무소 (산복도로 경유)
- ● 3번: 밀양역 ↔ 긴늪
- ● 5번: 밀양역 ↔ 교동사무소 (금동, 산복도로 경유)
- ● 6번: 밀양역 ↔ 긴늪 (밀양시청 경유)
- ● 9번: 밀양역 ↔ 교동사무소 (밀양시청, 산복도로 경유)
- ● 10번: 밀양역 ↔ 롯데인벤스

### 순환버스
- ● 4번: 밀양역 ↔ 밀양역 (부북면사무소 경유)
- ● 4-1번: 밀양역 ↔ 밀양역
- ● 4-2번: 밀양역 ↔ 밀양역 (밀양시보건소, 미리벌초등학교 경유)
- ● 7번: 밀양역 ↔ 밀양역 (부북면사무소, 마암터널 경유)
- ● 7-1번: 밀양역 ↔ 밀양역 (부북면사무소, 금동 경유)

### 농어촌버스
- ● 삼랑진1번: 밀양역 ↔ 평촌 ↔ 삼랑진
- ● 삼랑진2번: 밀양 ↔ 국도 제25호선 ↔ 삼랑진
- ● 삼랑진3번: 밀양 ↔ 용성
- ● 삼랑진4번: 밀양 ↔ 칠성
- ● 삼랑진5번: 밀양역 ↔ 밀양대학교
- ● 하남1번: 밀양 ↔ 수산
- ● 하남2번: 밀양 ↔ 수산
- ● 하남3번: 밀양역 ↔ 해양
- ● 하남4번: 수산 ↔ 오산
- ● 하남5번: 수산 ↔ 명례
- ● 부북1번: 밀양 → 오례 → 덕곡 → 밀양
- ● 부북2번: 밀양 → 가산 → 대항 → 밀양
- ● 부북3번: 밀양 → 월산 → 퇴로 → 위양 → 청운 → 밀양
- ● 부북4번: 밀양 → 가산 → 대항 → 퇴로 → 위양 → 청운 → 밀양
- ● 부북5번: 밀양 → 월산 → 퇴로 → 대항 → 가산 → 밀양
- ● 부북6번: 밀양 → 용포 → 화산 → 퇴로 → 지동 → 밀양
- ● 부북7번: 밀양 → 위양 → 퇴로 → 대항 → 화산 → 월산 → 청운 → 밀양
- ● 부북8번: 밀양 → 가산 → 대항 → 퇴로 → 위양 → 무연 → 화산 → 용포 → 지동 → 밀양
- ● 부북9번: 터미널 → 가산 → 대항 → 퇴로 → 월산 → 청운 → 밀양
- ● 부북10번: 터미널 → 위양 → 퇴로 → 대항 → 가산 → 터미널
- ● 상동1번: 밀양 ↔ 긴늪 ↔ 상동역 ↔ 고정 ↔ 신곡
- ● 상동2번: 밀양 ↔ 긴늪 ↔ 상동역 ↔ 고정 ↔ 도곡
- ● 상동3번: 밀양역 ↔ 밀양시외버스터미널 ↔ 긴늪 ↔ 상동역 ↔ 유천
- ● 산외1번: 밀양 ↔ 긴늪 ↔ 남기리 ↔ 양덕 ↔ 남계 ↔ 숲촌 ↔ 엄광
- ● 산외2번: 밀양 ↔ 긴늪 ↔ 다죽 ↔ 활성
- ● 산외3번: 밀양 ↔ 긴늪 ↔ 다죽 ↔ 금곡
- ● 산내1번: 밀양 ↔ 긴늪 ↔ 다죽 ↔ 금곡 ↔ 송백 ↔ 남명 ↔ 얼음골
- ● 산내2번: 밀양 ↔ 긴늪 ↔ 다죽 ↔ 금곡 ↔ 송백 ↔ 발례
- ● 단장1번: 밀양 ↔ 긴늪 ↔ 다죽 ↔ 금곡 ↔ 태룡 ↔ 범도 ↔ 표충사
- ● 단장2번: 밀양 ↔ 긴늪 ↔ 다죽 ↔ 금곡 ↔ 태룡 ↔ 범도 ↔ 고례
- ● 단장3번: 밀양 ↔ 긴늪 ↔ 다죽 ↔ 금곡 ↔ 태룡 ↔ 국전
- ● 단장4번: 밀양 ↔ 긴늪 ↔ 다죽 ↔ 금곡 ↔ 안법 ↔ 감물리
- ● 상남1번: 밀양 ↔ 국도 제25호선 ↔ 예림 ↔ 평촌 ↔ 평리 ↔ 남산
- ● 상남2번: 밀양 ↔ 국도 제25호선 ↔ 예림 ↔ 대흥동
- ● 초동1번: 밀양 ↔ 무안 ↔ 봉황 ↔ 범평 ↔ 초동공단 ↔ 범평
- ● 초동2번: 밀양 ↔ 무안 ↔ 봉황 ↔ 범평 ↔ 남전 ↔ 평촌 ↔ 초동공단 ↔ 밀양 ↔ 범평
- ● 초동3번: 밀양 ↔ 무안 ↔ 봉황 ↔ 범평 ↔ 인교 ↔ 무안 ↔ 밀양시외버스터미널 ↔ 밀양역
- ● 무안1번: 밀양 ↔ 무안 ↔ 덕암 ↔ 고나리 ↔ 웅동 ↔ 서가정
- ● 무안2번: 신법 ↔ 덕암 ↔ 중산 ↔ 무안 ↔ 서가정
- ● 무안3번: 밀양 ↔ 무안 ↔ 신법 ↔ 화봉 ↔ 영신
- ● 청도1번: 밀양 ↔ 부북 ↔ 구기
- ● 청도2번: 밀양 ↔ 조천
- ● 청도3번: 밀양 ↔ 소태
- ● 청도4번: 밀양 ↔ 두곡
- ● 청도5번: 밀양 ↔ 무안 ↔ 구기↔ 근기
- ● 청도6번: 밀양 ↔ 대촌
- ● 가곡1번: 밀양역 ↔ 멍애실